# Shin Megami Tensei: Digital Devil Saga
Shin Megami Tensei: Digital Devil Saga, oder kurz DDS ist der Titel eines Computer-Rollenspiels des japanischen Entwicklerstudios Atlus, das in Europa am 21. Juli 2006 für PlayStation 2 erschien. Es ist der erste Teil der zweiteiligen Digital Devil Saga, welche ein Ableger der Shin-Megami-Tensei-Reihe darstellt. Zuerst veröffentlicht wurde es am 15. Juli 2004 in Japan unter dem Titel Digital Devil Saga: Avatar Tuner (jap. DIGITAL DEVIL SAGA アバタール・チューナー, ~: Abatāru Chūnā). In Europa erschien das Spiel nur mit englischer Sprachausgabe.
2005 erschien der Nachfolger Shin Megami Tensei: Digital Devil Saga 2.

## Handlung
Die gesamte Handlung von DDS spielt sich im Junkyard (englisch für „Müllhalde“) ab, einer postapokalyptischen Welt, in der es permanent regnet. Diese ist unterteilt in sieben Regionen, die nach Chakren benannt sind. Sechs der Regionen werden von je einem Stamm kontrolliert, den Embryon, Vanguards (jap. アサインメンツ, Asainmentsu = Assignments), Brutes (ブルーティッシュ, Burūtisshu = Brutish), Solids, Maribel und Wolves (ハウンズ, Haunzu = Hounds). Diese befinden sich in einem andauernden Krieg um die Vorherrschaft, da das Auslöschen der anderen fünf Stämme zum Aufstieg ins Nirvana führen soll. In der zentralen Region des Junkyards steht der Karma-Tempel, der die gesetzgebende Instanz darstellt und durch den der siegreiche Stamm Nirvana erreichen soll.
Hauptfiguren sind Serph, der Anführer der Embryon, und seine Kameraden Heat, Argilla, Gale und Cielo. Zu Beginn des Spiels, trifft ein eiförmiges Objekt im Junkyard ein, das allen Bewohnern übernatürliche Kräfte, durch sogenannte Atma verleiht. Diese zwingen sie allerdings auch, andere Menschen aufzufressen, wobei kein Unterschied zwischen Freund und Feind gemacht wird. Gleichzeitig taucht Sera auf, ein Mädchen, das sich durch Haar- und Augenfarbe und durch ihr besänftigendes Lied von den anderen Bewohnern des Junkyards unterscheidet.

## Charaktere
Serph (サーフ, Sāfu): Stiller Anführer der Embroyn. Er benutzt eine Handfeuerwaffe und hat die Kräfte des Gottes Varna (eigentlich Varuna), der das Wasser beherrscht.
Sera (セラ): Mysteriöses, schwarzhaariges Mädchen. Sie hat ihre Erinnerungen verloren, verfügt aber über die Gabe, mit ihrem Gesang die Dämonen zu besänftigen.
Heat (ヒート, Hīto): Mit Serph durch tiefe Loyalität, aber auch Rivalität verbunden. Seine Waffe ist ein Granatwerfer. Sein Atma ist Agni, Gott des Feuers, der für rohen Zorn, aber auch Intelligenz steht.
Argilla (アルジラ, Arujira): Voller Mitgefühl weigert sie sich zu Anfang, andere Menschen aufzufressen. Sie ist die beste Scharfschützin der Embryon. Prithivi, die schnelle und flinke Göttin der Erde, ist ihr Atma
Gale (ゲイル, Geiru): Der kalkulierend kühle Stratege. Er bevorzugt ein Sturmgewehr im Kampf. Ihm wurden die Kräfte von Vayu, dem Gott der Stärke und des Windes übertragen.
Cielo (シエロ, Shiero): Der leichtherzige Optimist. Er benutzt ein Maschinengewehr. Im Gegensatz zu den Anderen fühlt er sich ausgeglichen, wenn sein Atma, Dyaus, der für das Fliegen und die Elektrizität steht, erwacht.

## Spielprinzip
Wie für viele Rollenspiele typisch, spielt man DDS in der Third-Person-Perspektive. Die Möglichkeit zur Interaktion mit der Umwelt wird durch das Aufleuchten eines Fensters in der Mitte des Bildschirms, in dem das X-Zeichen des DualShock-2-Controllers und die verfügbare Aktion erscheinen gekennzeichnet. Durch Drücken des X-Knopfes wird die jeweilige Aktion ausgeführt.
Wie in vielen Spielen des Genres, spricht der eigene Charakter nicht, allerdings bietet sich im Laufe der Handlung immer wieder die Möglichkeit, Fragen der Kameraden mit vorgegebenen Optionen zu beantworten. Die gewählten Antworten haben dabei Einfluss auf den weiteren Spielverlauf und beim Importieren des Spielstandes auch auf den Verlauf des zweiten Teils der Reihe.
Die Kämpfe mit normalen Gegnern werden zufällig initiiert, solange man sich in feindlichem Terrain bewegt. Am Kampf selbst nehmen nur drei der normalerweise fünf Gruppenmitglieder teil, die allerdings jederzeit ausgetauscht werden können.

## Synchronisation
| Charakter | Japanisch         | Englisch        |
| --------- | ----------------- | --------------- |
| Serph     | Kenji Nojima      | Yuri Lowenthal  |
| Sera      | Hōko Kuwashima    | Wendee Lee      |
| Heat      | Hikaru Midorikawa | Crispin Freeman |
| Argilla   | Yumi Tōma         | Amanda Winn Lee |
| Gale      | Hideyuki Hori     | Steven Jay Blum |
| Cielo     | Hiroaki Miura     | Dave Wittenberg |